# Pena di morte in Turchia
La pena di morte in Turchia è stata totalmente abolita il 21 luglio 2004, in vista alla richiesta dell'ingresso del paese nell'Unione europea. 

## Storia
Storicamente, l'impiego della pena capitale era collegato ad eventi militari di rilievo: Adnan Menderes, ex primo ministro, viene impiccato dopo il colpo di Stato del 1960 insieme a Fatin Rüştü Zorlu e Hasan Polatkan, membri del gabinetto.
I leader degli studenti Deniz Gezmiş, Hüseyin İnan e Yusuf Aslan vengono impiccati il 6 maggio 1972 dopo il colpo di stato del memorandum. Nel successivo colpo di stato del 1980 vengono condannati a morte 50 uomini, tra cui 27 attivisti politici.
24 articoli del Codice Penale Turco (Legge 765) dispongono l'uso della pena di morte, 19 dei quali per crimini contro lo stato, il governo, la Costituzione e l'esercito, e altri 10 per offese criminali quali l'omicidio e lo stupro. Questi 24 articoli definiscono un totale di 29 reati.
Secondo l'Articolo 12 della Legge 765, la pena di morte è eseguita per impiccagione dopo essere stata approvata dalla Grande Assemblea Nazionale Turca. La Grande Assemblea Nazionale viene esaminata dal Comitato Giudiziario, e la decisione viene ratificata dal Presidente, che ha il potere di commutare la sentenza per motivi di salute o di età del condannato.
In seguito al processo di Adesione della Turchia all'Unione europea, con la Legge 4771 del 9 agosto 2002 la pena di morte viene abolita in periodo di pace. La Legge 5218 del 14 Luglio 2004 la abolisce totalmente . La Turchia nel mese di febbraio del 2006 ratifica il Protocollo No. 13 della Convenzione europea per la salvaguardia dei diritti dell'uomo e delle libertà fondamentali, supervisionato dal Consiglio d'Europa.
Dopo il fallito Colpo di Stato in Turchia del 2016, alcuni politici iniziano a discutere della possibilità di ripristinare la pena di morte. Recep Tayyip Erdoğan, Presidente della Turchia dal 2014, annuncia (il 29 ottobre 2016) che il governo presenterà alla Grande Assemblea Nazionale Turca una proposta di legge per ripristinare la pena di morte.
Il 17 aprile 2017 Erdogan, commentando il risultato del Referendum costituzionale, conferma che discuterà nuovamente per ripristinare la pena di morte, forse proponendola in un nuovo referendum.